# Otto Geßler
Otto Geßler (Ludwigsburg, 1875. február 6. – Lindenberg im Allgäu, 1955. március 24.) a Német Demokrata Párt politikusa és a Weimari köztársaság hadügyminisztere volt. Az ő nevéhez fűződik a fegyveres erők újraszervezése az első világháború után.

## Élete
Otto Geßler 1875. február 6-án született Ludwigsburgban. Jogi tanulmányokat folytatott, majd 1910-től 1911-ig Regensburg, 1913-tól 1919-ig pedig Nürnberg polgármestere lett. Az 1918–19-es német forradalom után részt vett a Német Demokrata Párt megalapításában és újjáépítési miniszterként tevékenykedett 1919-től 1920-ig. 1920 márciusában kinevezték hadügyminiszternek. Ezt a megbízatást az egymást váltó kormányok ellenére nyolc éven keresztül látta el. 1923 őszén rövid ideig korlátlan hatalmat kapott a rend helyreállítása céljából, melyet a szélsőjobb- és a szélsőbaloldal tevékenysége zavart meg. Hadügyminiszterként támogatta egy a versailles-i békeszerződésben engedélyezettnél erősebb német hadsereg létrehozását.
1928 januárjában a parlament baloldali ellenzéke lemondatta a hadsereget érintő pénzügyi botrány következtében. Bár Adolf Hitler hatalomra jutása után nem támogatta aktívan az ellenállást, de Hitler ellenfelei megbízhatónak tartották. A második világháború során a Gestapo letartóztatta a Hitler elleni, 1944. július 20-án bekövetkezett sikertelen merényletben való bűnrészességért és bírósági tárgyalás nélkül hét hónapot különböző koncentrációs táborokban töltött. A háború után a bajor és a német vöröskereszt vezetői tisztségét látta el. 1955. március 24-én hunyt el Lindenberg im Allgäu-ban.